# Елімінація синапсів

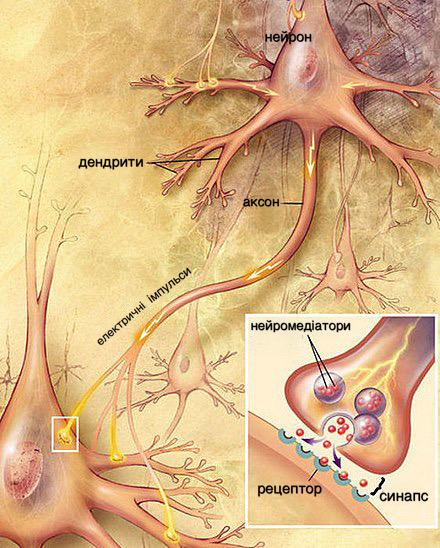
Синаптичне з'єднання між двома нейронами

Елімінація або усунення синапсів — це процес відмирання синаптичних зв'язків, що є протилежністю синаптогенезу. Елімінація разом із синаптогенезом є основою для нейропластичності мозку.

## Усунення синапсів
Які синапси будуть усунені, а які збережені, визначається за Правилом Гебба. Що частіше між певними нейронами проходить сигнал, то сильніший між ними вибудовується зв'язок. Таким чином, синапси із сильним зв'язком зберігаються, а синапси зі слабким або відсутнім зв'язком усуваються.
Розрізняють два види пластичності — активовану та набуту з досвідом. Деякі синаптичні зв'язки, щоб вони не руйнувалися, потрібно зміцнювати практикою. Сюди належить, наприклад, здатність бачити. Експеримент Каспар-Гаузер показав, що у живої істоти, яка від народження перебувала в абсолютно темному приміщенні, синапси зорової кори атрофуються. Після цього організм вже не спроможний візуально сприймати речі, навіть перебуваючи у середовищі, що стимулює зір. Отже, синаптогенез зорової кори є активованим. Натомість набутий від досвіду синаптогенез — це утворення синапсів не через автоматичний досвід, як от зір, слух та відчуття, а через досвід, отриманий під час взаємодії з навколишнім середовищем. Прикладом може слугувати утворення синапсів під час вивчення іноземної мови.

## Обрізання синапсів
Синаптичний прунінг або ж обрізання синапсів — це особлива форма усунення синапсів, яка відбувається в період розвитку нервової системи, тобто в період між раннім дитинством і початком статевого дозрівання у багатьох ссавців, включаючи людину. На цей процес також впливає взаємодія особини з її середовищем. Під час нього усуваються надлишкові та нефункціональні зв'язки, що веде до своєрідного тонкого налагодження синаптичних зв'язків. У дорослих людей, наприклад, у первинній зоровій корі (BA17) групи нейронів, які відповідають за ліве та праве око, майже повністю розділені, хоч на початку розвитку мозку такого розділення немає. Подальше усунення зайвих синапсів призводить до підвищення ефективності.